# Fabio Golfetti
Fabio Golfetti (São Paulo, 10 de abril de 1960) é um músico e produtor de discos brasileiro, mais conhecido por seu trabalho com a banda de rock progressivo/psicodélico Violeta de Outono. Também é o guitarrista da banda de rock franco-britânica Gong desde 2012.

## Biografia
Fabio Golfetti nasceu em São Paulo em 1960. Cresceu escutando bandas como Pink Floyd, Gong, Led Zeppelin, The Beatles e The Rolling Stones (com seu álbum favorito deles sendo Their Satanic Majesties Request, de 1967), e quando adolescente aprendeu a tocar guitarra e violão, citando Daevid Allen, Syd Barrett, Terje Rypdal e Manuel Göttsching como algumas de suas maiores influências. Em 1978 fundou o Lux, sua primeira banda. O Lux mais tarde veio a se chamar Ultimato em 1981, tornando-se uma banda de punk jazz/no wave instrumental com a chegada do baterista Cláudio Souza, e tempos depois acabou por se tornar o Zero com a entrada do vocalista Guilherme Isnard (Voluntários da Pátria). Com o Zero, ele participou da gravação do single "Heróis".
Em 1985, Golfetti e Souza deixaram o Zero e formaram junto a Angelo Pastorello a influente banda de rock psicodélico Violeta de Outono. Desde 2015 a banda já lançou 6 álbuns de estúdio, dois EPs, 4 vídeos e 2 álbuns ao vivo. Em 2016 a banda se reuniu para uma apresentação durante a Virada Cultural de São Paulo em plena madrugada.
Em 1988 formou um projeto paralelo ao Violeta de Outono, denominado The Invisible Opera Company of Tibet (Tropical Version Brazil), se apresentou no Festival Prog Camp em Esmeraldas, Minas Gerais, dentre outras cidadades do Brasil e do mundo. Bastante influenciado pela estética de Daevid Allen, este grupo já lançou 4 álbuns até o presente momento.
Golfetti é membro em tempo integral do Gong desde 2012; ele já havia feito uma turnê com eles em 2007, durante uma breve série de shows em São Paulo, como membro do projeto "Gong Global Family". Um álbum ao vivo do show foi lançado em 2009. O primeiro álbum de estúdio de Gong com ele como membro oficial da banda, foi lançado em 10 de novembro de 2014. Em 2015, ele colaborou com Dave Sturt, membro da banda Gong, em seu segundo álbum solo, Dreams and Absurdities.
Nos últimos seis anos com Gong, Fabio e o resto da banda, com a adição de Cheb Nettles na bateria, reformularam essa nova personificação de seu som. Em 2016 Gong gravou o álbum Rejoice! I'm Dead! honrando a influência e o legado dos falecidos Daevid Allen e Gilli Smith. A banda continuou a fazer turnês internacionais desde então, incluindo visitas à China, Escandinávia, Brasil, Japão. Gong lançou o novo álbum The Universe Also Collapses, na música Kscope em maio de 2019.
Em 2019, Gong foi recrutado por seu guitarrista original Steve Hillage para realizar uma série de shows no Reino Unido e na Europa sob o nome de Steve Hillage Band.
Em 2021, Golfetti  lançou o álbum Lux Æterna : Dream, um projeto de ambiente eletrônico com seu filho Gabriel da banda progressiva Stratus Luna. Também em 2021, lançou The Frame Of Life com o músico Renato Mello. Em 2022 lançou um novo álbum de estúdio com Violeta de Outono - Outro Lado e um novo álbum solo, Song & Visions, uma jornada instrumental de jazz ambiente com as colaborações dos músicos Gong & Stratus Luna. 